# Charitopes densus
Charitopes densus là một loài tò vò trong họ Ichneumonidae.